# Verdon (Dordogne)
Verdon település Franciaországban, Dordogne megyében. Lakosainak száma 36 fő (2022. január 1.). Verdon Saint-Agne, Saint-Aubin-de-Lanquais, Saint-Germain-et-Mons, Lanquais és Faux-en-Périgord községekkel határos.

## Népesség
A település népessége az elmúlt években az alábbi módon változott:
| Lakosok száma | 48   | 55   | 38   | 54   | 46   | 48   | 47   | 42   | 39   | 36   |
|               | 1968 | 1982 | 1990 | 2006 | 2013 | 2015 | 2017 | 2019 | 2020 | 2022 |